# Erdgasspeicher

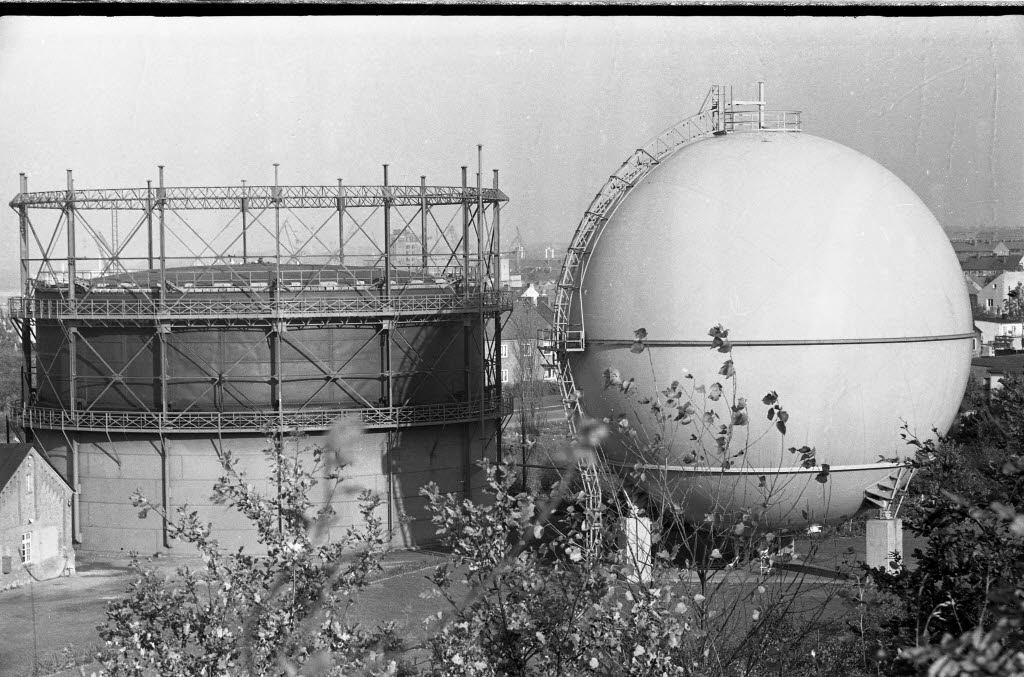
Erdgasspeicher in Kiel (1962)

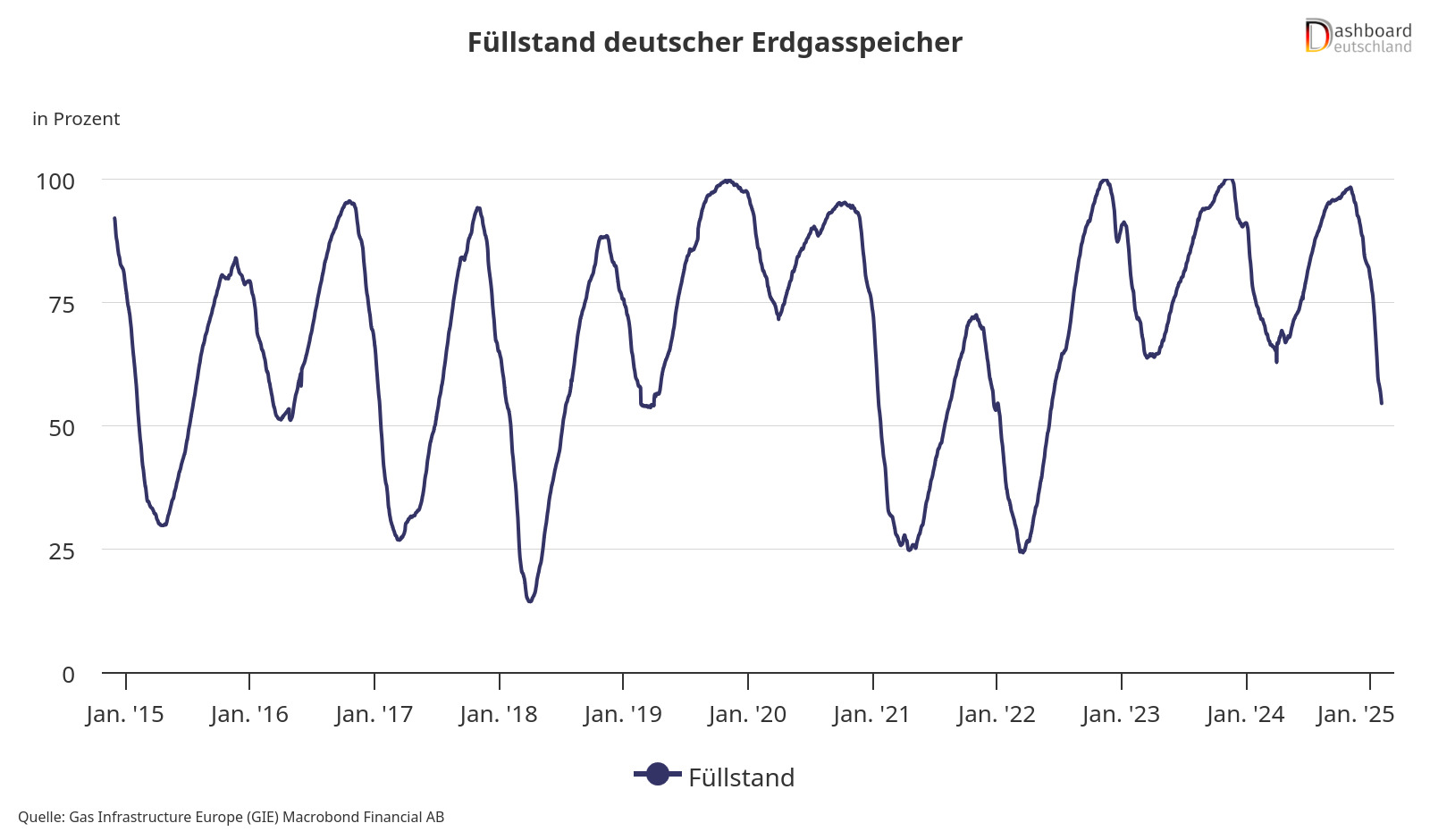
Füllstand deutscher Erdgasspeicher 2015–2025

Als Erdgasspeicher werden große, meist unterirdische Speicheranlagen bezeichnet, mit denen jahreszeitliche Bedarfsschwankungen und Lieferengpässe von Erdgas ausgeglichen werden können. Die Speicher werden meist im Sommerhalbjahr befüllt und in der Heizperiode teilweise geleert. Hohe Bedeutung erhielten diese Speicher für Mittel- und Westeuropa im Jahr 2009, als es zu Liefereinschränkungen zwischen Russland und der Ukraine kam, weshalb ihre Kapazitäten in den letzten Jahren massiv ausgebaut wurden.
Tageszeitliche Verbrauchsspitzen werden hingegen von kleineren Übertage-Metallspeichern ausgeglichen. Es gibt sie als Niederdruckspeicher (Gasometer) und Hochdruckspeicher (Kugel- und Röhrenspeicher).
Derzeit sind in Deutschland unterirdische Erdgasspeicher für insgesamt 22,9 Mrd. Kubikmeter in Betrieb, was etwa 25 Prozent des deutschen Jahresverbrauchs entspricht (Stand: 2021). Daneben gibt es Pilotprojekte zur Speicherung von Wasserstoffgas. Österreich hat Kapazitäten von über 7,5 Mrd. Kubikmeter (von der Rohöl-Aufsuchungs AG (RAG) mit 5,7 Mrd. Kubikmeter und der OMV mit 2,4 Mrd. Kubikmeter betrieben.) In der Gaskrise 2008 wurden von diesen Speichern aus auch Nachbarländer beliefert und so die Versorgung sichergestellt. Der größte Speicher in Österreich mit 2,6 Mrd. Kubikmeter Kapazität befindet sich in der Gemeinde Haidach bei Salzburg. An diesem Speicher sind die russische Gazprom Export, der Gashändler Wingas (100%-Gazpromtochter) und die österreichische Rohöl-Aufsuchungs AG mit jeweils einem Drittel beteiligt.
Der größte Erdgasspeicher Westeuropas ist seit 1993 der Speicher Rehden in Niedersachsen mit einer Arbeitsgas-Kapazität von 4 Mrd. Kubikmetern. In drei ausgeförderten Lagerstätten in 2 km Tiefe im Hauptdolomit lagert auf einer Fläche von 8 km² der Jahresverbrauch von rund zwei Millionen Einfamilienhäusern.

## Unterirdische Speicher
Als Untertage- oder Untergrundspeicher werden natürliche oder künstliche Hohlräume in 1–3 km Tiefe verwendet, die mit bis zu 250 bar Überdruck befüllt werden. Es gibt sie in drei Bauarten:
1. Frühere Gas- oder Erdöllagerstätten: Manche ausgeförderte Erdgasfelder lassen sich wieder befüllen, wenn das Gestein geeignet ist. Von diesem Typ sind vor allem die Speicher in der oberösterreichischen Molassezone und bei Matzen im Wiener Becken; in letztere wird von der Verteilerstation Baumgarten/March russisches Importgas eingespeichert.
2. Kavernenspeicher werden für kurzfristige Bedarfsschwankungen verwendet und in Salzstöcken durch die Gewinnung von Sole erzeugt. Für die Abdichtung dieser zylinderförmigen, bis etwa 100 m breiten Hohlräume sorgt das langsame Fließverhalten von Steinsalz. In Westfalen befinden sich 45 Kavernenspeicher für insgesamt 2,5 Mrd. Kubikmeter Erdgas. Einige können auch mit Erdöl befüllt werden, wobei Salzlösung als Volumenausgleich dient.
3. Porenspeicher nutzen die Klüfte und Poren von unterirdischen Kalk- und Sandsteinschichten, die nach oben durch undurchlässiges Gestein abgedichtet sind. Sie können Hohlräume sein, aus denen Wasser durch eingepresstes Erdgas verdrängt wird oder wo bereits Erdgas gefördert wurde.

Das Speichervolumen eines Untergrundspeichers kann nur zu einem Teil genutzt werden (Arbeitsgas). Im Speicher muss das sogenannte Kissengas permanent verbleiben. Dieses erhält den nötigen Druck und damit die geomechanische Stabilität aufrecht; in Salzstöcken ist es auch für die Stabilität erforderlich. In Porenspeichern beträgt der Arbeitsgasanteil am Gesamtvolumen etwa 35 Prozent, in Kavernenspeichern etwa 75 Prozent. Als Speichergröße wird immer das nutzbare Arbeitsgasvolumen angegeben.

## Gasbehälter
Oberirdische Speicher sind kleine, aber flexibler einsetzbare Gasbehälter in Metallbauweise. Sie werden als Nieder-, Mittel- und Hochdruckbehälter gebaut: erstere meist in Zylinderform, Hochdruckbehälter in Kugelform oder im Boden als Röhrenbehälter.
Niederdruckbehälter (Gastürme, Gasometer) haben 10–50 mbar Überdruck, also nur einige Prozent des Luftdrucks. Es gibt sie als Nass- und Trockengasbehälter.
- Bei Nassgasbehältern dient Wasser zum Druckausgleich; zu ihnen gehören – je nach Funktionsprinzip – Glocken-, Schrauben- und Teleskopgasbehälter. Sie sind einfach in der Bauart, aber kleiner an Speichervolumen.
- Trockengasbehälter wurden ab 1915 entwickelt und können größere Gasmengen aufnehmen. Im Scheibengasbehälter bewegt sich eine im Zylinder geführte Scheibe vertikal wie ein Kolben. In Membrangasbehältern (vorwiegend für Biogas verwendet) übernimmt eine Membran diese Funktion.

Sie sind auch für mittlere Drücke (bis 1000 mbar) geeignet.
Nieder- und Mitteldruckspeicher haben jedoch für die allgemeine Gasversorgung – mit Ausnahme von Stahlwerken und Kokereien – an Bedeutung verloren.
 Hochdruckbehälter sind die neuere Bauart. Als Kugelgasbehälter aus Stahl haben sie Durchmesser bis zu 50 Meter und Drücke von 5–10 bar (ca. 5- bis 10-facher Luftdruck), bei sehr starker Wandung bis 20 bar. Sie finden sich in großer Zahl in Raffinerien oder für den kommunalen Bedarf und können wegen der starken Kompression mehr Gas aufnehmen als die früheren Gasometer. Die ersten Kugelspeicher wurden in den 1960er und 1970er Jahren für Erd- und Flüssiggas errichtet und hatten Betriebsdrücke von 2 bis 15 bar.
Hingegen können Röhrenspeicher 50 und 100 bar aufnehmen. Sie werden in einigen Metern Tiefe in Form paralleler Röhren mit bis zu 1,6 m Durchmesser gebaut. Der größte Röhrenspeicher Europas befindet sich bei Volketswil (ZH) in der Schweiz, in der man bislang noch keine für Untertage-Großspeicher geeigneten geologischen Strukturen gefunden hat.